# Sambarhjort
Sambarhjort (Rusa unicolor eller Cervus unicolor) er en art i familien hjorte, som lever i store dele af det sydlige Asien. 
Den er efter elg, wapitihjort og kronhjort den fjerdestørste arten i familien.
| Biologi | Spire Denne artikel om biologi er en spire som bør udbygges. Du er velkommen til at hjælpe Wikipedia ved at udvide den. |